# Heinrich Oberleithner
Heinrich Oberleithner (11. června 1851 Vídeň – 5. ledna 1920 Vídeň) byl rakouský a český textilní průmyslník a politik německé národnosti z Moravy, na počátku 20. století poslanec Moravského zemského sněmu a Říšské rady.

## Biografie
Jeho otcem byl podnikatel a politik Eduard Oberleithner (1813–1892). Heinrich vychodil národní školu, gymnázium a studoval práva v Lipsku, Heidelbergu a na Vídeňské univerzitě. Působil jako advokát ve Vídni, komerční rada a od roku 1892 coby společník v šumperské textilní firmě Ed. Oberleithner & Söhne, v níž převzal její obchodní vedení. V čele podniku působil společně se strýcem Karlem. Koncem 19. století šlo o jeden z nejvýznamnějších textilních závodů v monarchii. Byl členem olomoucké obchodní a živnostenské komory. Zasedal v obecním zastupitelstvu v Šumperku. Uvádí se jako německý nacionál (Německá lidová strana).
Od roku 1893 zasedal jako poslanec Moravského zemského sněmu. V zemských volbách roku 1902 sem byl zvolen za kurii obchodních a živnostenských komor, obvod Olomouc. Mandát na sněmu získal i ve volbách roku 1906, opět za týž obvod.
Na počátku 20. století se zapojil i do celostátní politiky. Ve volbách do Říšské rady roku 1907, konaných poprvé podle všeobecného a rovného volebního práva, byl zvolen do Říšské rady (celostátní zákonodárný sbor) za obvod Slezsko 2. Usedl do poslaneckého klubu Německý národní svaz (širší parlamentní platforma německorakouských nesocialistických politických stran). Za týž obvod byl zvolen i ve volbách do Říšské rady roku 1911, opět se připojil k poslanecké frakci Německý národní svaz. Ve vídeňském parlamentu setrval až do zániku monarchie. K roku 1911 se profesně uvádí jako textilní fabrikant.
Po válce zasedal v letech 1918–1919 jako poslanec Provizorního národního shromáždění Německého Rakouska (Provisorische Nationalversammlung).